# Oxbergstjärnen, Dalarna
Oxbergstjärnen är en sjö i Falu kommun i Dalarna och ingår i Gavleåns huvudavrinningsområde. Sjön har en area på 0,0995 kvadratkilometer och ligger 190,2 meter över havet.

## Delavrinningsområde
Oxbergstjärnen ingår i det delavrinningsområde (672444-152209) som SMHI kallar för Mynnar i Sågdammen. Medelhöjden är 217 meter över havet och ytan är 6,31 kvadratkilometer. Det finns inga avrinningsområden uppströms utan avrinningsområdet är högsta punkten. Vattendraget som avvattnar avrinningsområdet har biflödesordning 3, vilket innebär att vattnet flödar genom totalt 3 vattendrag innan det når havet efter 92 kilometer. Avrinningsområdet består mestadels av skog (91 procent). Avrinningsområdet har 0,26 kvadratkilometer vattenytor vilket ger det en sjöprocent på 4,2 procent.